# Collana Zenit
Zenit è stata una collana editoriale di serie a fumetti italiana edita dal 1950 al 1958.

## Storia editoriale
Venne pubblicata nel formato a strisce dal 1950 al 1958 dalla Redazione Audace (che poi cambierà denominazione in Edizioni Audace) ed è composta da nove serie per complessivi 307 numeri, con ciascuna serie dedicata a un diverso personaggio dei fumetti.
Le storie apparse nella collana vengono poi raccolte e ripubblicate in altre collane:
- Red Carson Raccolta (1951, 5 numeri);[5]
- Collana Zenit Raccoltine Zenit (1952-54, 11 numeri);[6][7]
- Supplemento alla Collana Zenit (prima serie): raccolte che ripropongono le varie collane pubblicate negli anni cinquanta e composta da 19 albi editi tra il 1955 e il 1957;[8]
- Supplemento alla Collana Zenit (seconda serie): composta da 20 albi nel formato striscia edite dal 1957 al 1958;[9]

- Collana Zenit Nuova Serie (1959-1966): collana composta da 69 numeri editi dal 1959 al 1966[10][4]. La serie presenta dal primo numero le raccolte di Verdugo Ranch di Héctor Oesterheld e Ivo Pavone e dal n° 6 fino al n° 69 le raccolte di Un ragazzo nel Far West di Giovanni Luigi Bonelli, Giovanni Ticci e Franco Bignotti, già pubblicate nella Collana Frontiera.[4]

## Elenco
1. Serie Red Carson (1950, 24 numeri)[11]
2. Serie Buffalo Bill (1951/52, 27 numeri)[12]
3. Serie Lo sceriffo di ferro (1952, 9 numeri, storie del personaggio Red Carson)[13]
4. Serie Gordon Jim (1952, 18 numeri)[14]
5. Serie I tre Bill (1952/53, 27 numeri)[15]
6. Serie Il Cavaliere del Texas (1953, 9 numeri)[16]
7. Serie Il sergente York (1954/55, 49 numeri suddivisi in quattro serie)[17]
8. Serie Il ritorno dei tre Bill (1955/56, 27 numeri suddivisi in due serie)[18]
9. Serie Hondo (1956/58, suddivisa in 7 serie per un totale di 117 albi)[19]